# Lễ Đức Mẹ dâng Chúa Giêsu trong đền thánh

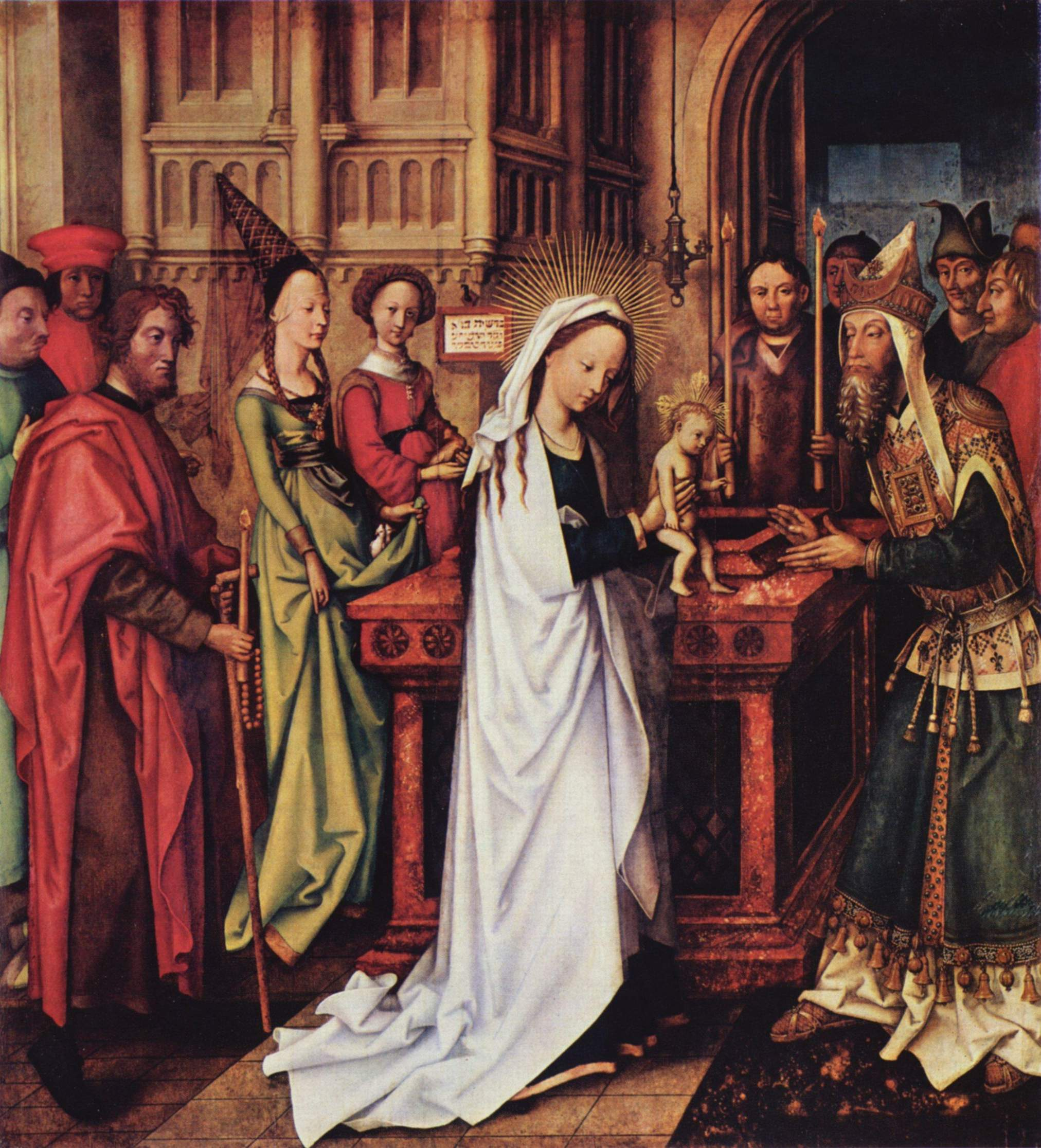
Tranh Giới thiệu chúa Kitô tại đền thờ của Hans Holbein the Elder, 1500-1501 (Kunsthalle, Hamburg)

Lễ Maria dâng Chúa Giêsu trong đền thánh hay còn gọi là Lễ Nến, Lễ Thanh Tẩy là một lễ kính nhớ việc Đức Maria được thanh tẩy theo luật Môsê, 40 ngày sau khi sinh Đức Giêsu.
Sự kiện dâng Chúa Giêsu vào đền thánh và thanh tẩy Đức Trinh Nữ đã được Luca ghi lại (Lc 2,22-39). Sự kiện này nhằm thực hiện những lề luật đã được ghi rõ trong Cựu ước (Lv 12,8). Theo luật Môsê, phụ nữ sau khi sinh con thì bị coi là nhơ uế trong 40 ngày nếu sinh con trai và trong 80 này nếu sinh con gái.
Lễ này được du nhập vào Đế quốc Đông Phương dưới triều vua Justinianô (527-565). Đối với Hội thánh Tây phương, lễ này được nhắc đến trong sách bí tích của Giáo hoàng Gelasianô vào thế kỷ 7. Kể từ cuối thế kỷ IV, Giáo hội Giêrusalem đã mừng kính lễ này. Giáo hội Hy Lạp và Milanô kể lễ này vào một số lễ trọng kính Chúa, một nghi lễ chính trong năm. Giáo hội Rôma lại thường kể lễ này vào số các lễ Đức Trinh Nữ.
Trong thông điệp về lòng tôn sùng Maria, Giáo hoàng Phaolô VI viết: "Lễ mùng 2 tháng 2, được cải tên là lễ "dâng Chúa vào đền thánh", cũng cần nhắc nhở để hưởng nguồn phong phú lớn lao của ân sủng Chúa Giêsu và Maria đi song song. Đức Kitô thực hiện mầu nhiệm cứu độ. Maria mật thiết kết hợp với Chúa chịu khổ hình, để thực hiện một sứ mạng vừa thuộc về Dân Chúa của Cựu ước, vừa là hình ảnh của Dân Tân ước luôn luôn vị bắt bớ gian khổ, thử thách đức tin và lòng trông cậy" (Lc 2,21-35) (Marialis Cultur, số 7b).
Trong ngày này, người ta làm phép nến để tưởng nhớ lời tiên tri Simêon gọi Đức Kitô là "ánh sáng soi đường cho dân ngoại" (Lc 2,32) và tổ chức kiệu nến trong nhà thờ, tượng trưng cho việc Đức Giêsu tiến vào đền thờ Jerusalem. Ở Scotland, đây là ngày đáo hạn theo luật để trả tiền lời lẫn tiền vay mượn. 